# Cryptotora thamicola
Cryptotora thamicola – endemiczny gatunek małej słodkowodnej ryby karpiokształtnej z rodziny przylgowatych (Balitoridae).

## Występowanie
Tajlandia, w prowincji Mae Hong Son (dorzecze rzeki Saluin).

## Długość ciała
Osiąga do 2,8 cm długości standardowej.